# Yttre Långvattnet
Yttre Långvattnet är en sjö i Strömsunds kommun i Jämtland och ingår i Ångermanälvens huvudavrinningsområde. Sjön har en area på 1,23 kvadratkilometer och ligger 389,2 meter över havet. Yttre Långvattnet ligger i Frostvikenfjällen Natura 2000-område. Sjön avvattnas av vattendraget Storån (Risedeån).

## Delavrinningsområde
Yttre Långvattnet ingår i det delavrinningsområde (715065-146273) som SMHI kallar för Utloppet av Yttre Långvattnet. Medelhöjden är 463 meter över havet och ytan är 10,49 kvadratkilometer. Räknas de 90 avrinningsområdena uppströms in blir den ackumulerade arean 258,75 kvadratkilometer. Storån (Risedeån) som avvattnar avrinningsområdet har biflödesordning 3, vilket innebär att vattnet flödar genom totalt 3 vattendrag innan det når havet efter 271 kilometer. Avrinningsområdet består mestadels av skog (87 procent). Avrinningsområdet har 1,22 kvadratkilometer vattenytor vilket ger det en sjöprocent på 11,6 procent.